# Chromatoclothoda nana
Chromatoclothoda nana is een insectensoort uit de familie Clothodidae, die tot de orde webspinners (Embioptera) behoort. De soort komt voor in Peru.
Chromatoclothoda nana is voor het eerst wetenschappelijk beschreven door Edward S. Ross in 1987.